# Business Jump
Business Jump (ビジネスジャンプ, Bijinesu Janpu) was een maandelijks Japans seinenmangatijdschrift gepubliceerd door Shueisha onder de reeks Jump. De eerste editie werd gepubliceerd in juli 1985. De mascotte van het magazine was een antropomorfe muis getekend door Susumu Matsushita.

## Geschiedenis
Het magazine werd voor het eerst uitgegeven in juli 1985 door Shueisha. Het was het eerste magazine van de uitgever gericht op salarymen. Business Jump vulde de Jump-familie aan, naast o.a. Ultra Jump en Super Jump. De lezers van Business Jump waren typisch jonge mannen tussen de 20 à 30 jaar oud. Oorspronkelijk was het een maandelijks magazine dat de eerste van de maand verscheen. In 1986 werd dit verhoogd tot een tweemaandelijkse uitgave, elke eerste en vijftiende van de maand. Met de uitgave van april 2008 werd het magazine elke eerste en derde woensdag uitgebracht.
Eind 2011 verscheen de laatste uitgave van het magazine. Dit was een dubbele editie, genummerd 21/22, verschenen op 5 oktober 2011. Verschillende lopende series werden overgebracht naar Grand Jump.

## Oplage
Hieronder een tabel met het verloop van de oplage van het tijdschrift.
| Periode | Oplage  |
| ------- | ------- |
| 1986    | 600.000 |
| 1988    | 650.000 |
| 1989    | 600.000 |
| 1990    | 700.000 |
| 1991    | 720.000 |
| 1992    | 730.000 |
| 1993    | 750.000 |
| 1994    | 760.000 |
| 1995    | 740.000 |
| 1996    | 740.000 |
| 1997    | 690.000 |
| 1998    | 650.000 |
| 1999    | 580.000 |
| 2000    | 600.000 |
| 2003    | 470.000 |
| 2004    | 410.000 |
| 2005    | 380.000 |
| 2006    | 375.000 |
| 2007    | 370.000 |
| 2008    | 355.000 |
| 2009    | 280.000 |
| 2010    | 275.000 |
| 2011    | 240.000 |